# Labatt 50
La Labatt 50 est une bière blonde canadienne de type ale contenant une concentration de 5 % d'alcool par volume.  Elle est brassée par la compagnie Labatt.

## Historique
John et Hugh Labatt, petit-fils de John Labatt, ont lancé la Labatt 50 en 1950 pour commémorer leurs 50 ans de partenariat. La bière fut la première bière au goût léger à être introduite au Canada. Elle fut la plus vendue au Canada jusqu'en 1979 lorsqu'elle fut surpassée par la Labatt Bleue.
John et Hugh Labatt, petits-fils du fondateur John K. Labatt, ont lancé Labatt 50 en 1950 pour célébrer le cinquantième anniversaire de leur association. Première ale au goût léger produite au Canada, Labatt 50 a été la bière la plus vendue au pays jusqu'en 1979, alors qu'elle a été détrônée par Labatt Bleue au moment où les lagers ont gagné la faveur populaire. Labatt 50 est fermentée à partir d'une levure spéciale, qui est utilisée chez Labatt depuis 1933. Brassée à partir de houblons nord-américains spécialement sélectionnés, offrant un goût sec équilibré agrémenté de flaveurs fruitées, Labatt 50 comporte toutes les caractéristiques d'une vraie ale.